# Dennis Kruppke
Dennis Kruppke (* 1. April 1980 in Münster) ist ein ehemaliger deutscher Fußballspieler. Er wurde als offensiver Mittelfeldspieler oder Flügelstürmer eingesetzt.

## Karriere
Nachdem Kruppke in verschiedenen Jugendmannschaften in Lübeck und Bad Schwartau gespielt hatte, schaffte er 2000 den Sprung in die Herrenmannschaft des damaligen Regionalligisten VfB Lübeck, bei dem er als Stürmer eingesetzt wurde. 2002 stieg Kruppke mit dem Verein in die 2. Bundesliga auf.
Ab der Saison 2003/04 spielte er als Mittelfeldspieler in der Bundesliga für den Aufsteiger SC Freiburg. In der Rückrunde der Saison 2006/07 wurde er für ein halbes Jahr wieder an den inzwischen wieder in die Regionalliga abgestiegenen VfB Lübeck ausgeliehen. Dort absolvierte er 15 Regionalligaspiele und erzielte sieben Tore. In der Hinrunde der Saison 2007/08 stand er wieder im Kader der Freiburger – diesmal als Verteidiger.
Mangels Spielpraxis wechselte Kruppke Anfang Januar 2008 zu Eintracht Braunschweig in die Regionalliga Nord. Im Mai 2010 verlängerte er seinen auslaufenden Vertrag mit der Eintracht für drei weitere Jahre bis zum 30. Juni 2013. In der Saison 2010/11 gewann Eintracht Braunschweig die Meisterschaft mit Kruppke als Mannschaftskapitän und stieg in die 2. Fußball-Bundesliga auf. Am Ende der Saison 2012/13 stieg er mit Eintracht Braunschweig in die erste Bundesliga auf. Zwar verpasste er 2012/13 wegen Problemen am Knie acht Partien, kam ansonsten aber zu 23 Einsätzen, in denen er elf Tore erzielte. Am Ende der Saison, in der er wegen einer Wadenverletzung und einem Muskelfaserrisses sieben Spiele verpasst hatte, stieg Braunschweig ab. Zu Beginn der Zweitligasaison 2014/15 spielte Kruppke 17-mal, musste ab dem 22. Spieltag aber wegen einer Operation am Knie pausieren. Im Sommer 2015 beendete er seine Karriere.
Im Anschluss an seine aktive Karriere hat der ehemalige Mannschaftskapitän der Braunschweiger ein Studium zum IHK Sportfachwirt begonnen und in diesem Zusammenhang ein begleitendes Praktikum im Eintracht-Nachwuchsleistungszentrum am Sportpark Kennel absolviert.

## Erfolge und Auszeichnungen
- Aufstieg in die Bundesliga 2013 (mit Eintracht Braunschweig)
- Aufstieg in die 2. Bundesliga 2002 (mit dem VfB Lübeck) und 2011 (mit Eintracht Braunschweig als Meister der 3. Liga)
- 3. Liga-Spieler des Monats im März 2011
- NDR-Nordsportler des Jahres 2012[3]